# Oliviero Mario Olivo
Oliviero Mario Olivo (Trieste, 24 maggio 1896 – Bologna, 11 novembre 1981) è stato un militare e medico italiano.
Fu autore di numerose ricerche nel campo dell'istologia e della citologia utilizzando colture di tessuti in vitro.

## Biografia
Oliviero Mario nacque a Trieste in una famiglia originaria di Suppiane (Venas), da Bernardo Antonio Olivo e Maria Kuk.
Sposò Eletta Porta nel 1931, da cui ebbe tre figli: Franco, Paola e Chiara.
Morì, per un tumore al pancreas, l'11 novembre 1981.

### La prima guerra mondiale
Il 6 giugno 1915 si arruolò volontario negli Alpini, prestando servizio sulle Dolomiti del Cadore.
Agli ordini del capitano Celso Coletti, combatte in alta Val Sesis e in Val Visdende dove guadagna un encomio solenne per una escursione verso Casera Manzòn il 22 giugno del 1916. A metà agosto 1916 i volontari si trasferiscono nella zona del Monte Cristallo; sul monte Forame, il 24 agosto Oliviero conquista una Medaglia d'argento al Valore. In seguito viene assegnato al corso allievi ufficiali.
Il 17 maggio ottiene la promozione a sottotenente e a settembre diventa tenente.
Fu catturato nel settembre 1917, a Longarone, durante la ritirata verso la linea del Piave, ma riuscì ad evadere dal campo di Nagymegyer (Impero austro-ungarico) nel giugno 1918, insieme ad altri 40 ufficiali tra cui il tenente Giovanni Del Vesco; fu nuovamente catturato dopo pochi giorni e rinchiuso in un campo di punizione a Komárom. Ottenne poi vari riconoscimenti per meriti: la croce al merito di guerra, la medaglia dei volontari di guerra e medaglia d'argento al valor militare.
Il 15 novembre del 1919 il tenente Olivo venne congedato.

### L'alpinismo
Olivo fu alpinista esperto, ed aprì alcune vie sulle Dolomiti: sull'Antelao la Punta Fanton per la cresta nordest nel 1923 e la direttissima dal ghiacciaio inferiore nel 1925; sulle Marmarole la Cresta degli invalidi nel 1924.
La reputazione di Oliviero era talmente alta da essere chiamato ad alcune ascensioni in compagnia del re Alberto I del Belgio.

### La carriera accademica
Si iscrisse alla facoltà di Medicina e Chirurgia di Torino ed entrò nell'Istituto di anatomia diretto da Giuseppe Levi; nel 1921 si laureò con lode, con una tesi di anatomia umana. Fu assistente nell'istituto fino al 1925, dopodiché affiancò Levi nelle esercitazioni di anatomia microscopica e istologia tra il 1921 e il 1932. Nel biennio 1926-1927 fu professore incaricato di Biologia generale per i corsi di medicina e chirurgia, veterinaria e scienze naturali.
Negli Stati Uniti fu collaboratore del premio Nobel Alexis Carrel, e nel biennio 1928-1929 fu assistente del Rockefeller Institute for Medical Research di New York.
Dal 1 dicembre 1932 fu professore straordinario alla cattedra di istologia ed embriologia generale presso l'Università di Bologna, poi ordinario dal 1º dicembre 1935; dal 1º novembre 1940, dopo il trasferimento di Angelo Cesare Bruni a Milano, passò alla cattedra di Anatomia umana normale. Fu direttore dell'Istituto di Istologia ed embriologia generale dal 1º dicembre 1932 al 31 ottobre 1940, poi direttore incaricato fino al 31 ottobre 1961, nonché direttore incaricato dell'Istituto di Anatomia umana normale dal 1º novembre 1938 al 31 ottobre 1940, poi direttore fino al 31 ottobre 1966. Alla fine della carriera accademica fu nominato professore emerito.
L'attività scientifica gli procurò rilevanza internazionale per gli studi in ambito anatomico ed embriogenetico.
A Torino, con Levi, Olivo studiò proliferazione e differenziazione cellulare, nel rapporto tra accrescimento e invecchiamento. Negli anni Venti condusse ricerche di citologia valutando gli effetti da parte di soluzioni elettrolitiche sui tessuti; ricerche di morfologia su tessuti e su miocardiociti coltivati in vitro; ricerche di embriologia (l'abbozzo cardiaco in embrioni di pollo, e la loro attività funzionale contrattile); ricerche istogenetiche sull'accrescimento delle cellule e delle fibre nervose e sulla possibilità di ottenere in vitro la differenziazione di elementi indifferenziati; ricerche sulla crescita delle cellule piramidali. Era abile nella microdissezione e studiò le stimolazioni meccaniche sul protoplasma.
A Bologna proseguì gli studi sullo sviluppo degli organi di diverse specie animali, sui rapporti fra forma e funzione nelle ossa, sull'insorgenza e sulle modificazioni dell'attività elettrica cardiaca embrionale e sui frammenti cardiaci coltivati in vitro.

### L'attività politica
Olivo fu presidente della Commissione per le epurazioni dell'Università di Bologna.
Fu consigliere comunale di Bologna per il Partito comunista tra 1951 e 1976, ed assessore all'Igiene nel 1969-1971.

## Riconoscimenti
Olivo ottenne il Premio Bressa dell'Accademia delle Scienze di Torino nel 1933; nel 1949 il primo Premio Presidente della Repubblica dell'Accademia Nazionale dei Lincei, di cui fu anche socio dal 1960; successivamente il premio dell'Accademia delle scienze dell'Istituto di Bologna.
Nel 1976 il sindaco di Bologna Renato Zangheri gli riconobbe l'Archiginnasio d'oro.